# 문창환
문창환(文昶桓, 1975년 7월 9일 ~ )은 전 KBO 리그 야구 선수인 투수이다.

## 출신학교
- 인천고등학교

## 등번호
- 38번